# Tribunal Administrativo Federal da Alemanha

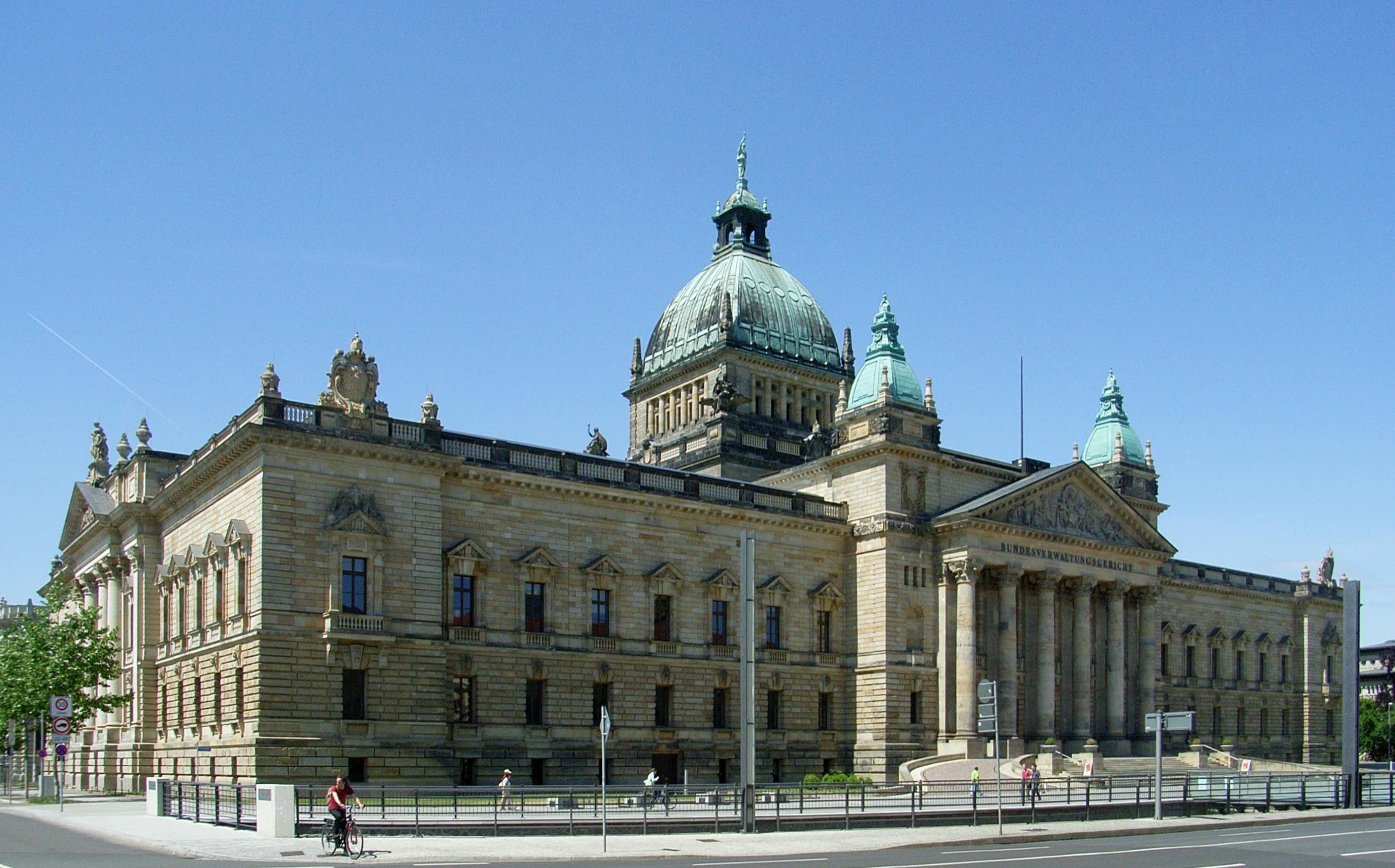
Sede do Tribunal Administrativo Federal da Alemanha.

O Tribunal Administrativo Federal da Alemanha (em alemão:  Bundesverwaltungsgericht) é um dos cinco supremos tribunais federais da Alemanha. É o tribunal de última instância para todos os casos, em geral, do direito administrativo, principalmente os litígios entre os cidadãos e o Estado. Ele ouve apelos da Oberverwaltungsgerichte ou Tribunais Administrativos Superiores, que, por sua vez, são os tribunais de recurso contra as decisões da Verwaltungsgerichte (Tribunais Administrativos).
No entanto, os casos relativos ao direito à segurança social pertencem à jurisdição da Sozialgerichte (Tribunal Social), com o Bundessozialgericht como tribunal federal de apelações, e os casos de fiscais e aduaneiros são decididas pela Finanzgerichte (Tribunal de Finanças) e, em última instância, pelo Bundesfinanzhof.
Este último tem a sua sede na ex-Reichsgericht (Imperial Tribunal de Justiça) em Leipzig.